# خط رینکای
خط رینکای (انگلیسی: Rinkai Line) یک خط قطار شهری زیرزمینی در شهر توکیو، ژاپن است.
این خط که در سال ۱۹۹۶ تأسیس شده، دارای ۸ ایستگاه و ۱۲/۲ کیلومتر طول می‌باشد.

## فهرست ایستگاه‌ها
| شماره | ایستگاه         | به ژاپنی       | مسافت (کیلومتر) | مسافت (کیلومتر) | جابجایی‌ها                                                                                       | محل                |
| شماره | ایستگاه         | به ژاپنی       | مابین ایستگاه‌ها | مجموع           | جابجایی‌ها                                                                                       | محل                |
| ----- | --------------- | -------------- | --------------- | --------------- | ----------------------------------------------------------------------------------------------- | ------------------ |
| R01   | شین-کیبا        | 新木場         | -               | ۰٫۰             | - JE خط کییو - Y خط یوراکوچو (Y-24)                                                             | کوتو-کو، توکیو     |
| R02   | Shinonome       | 東雲           | ۲٫۲             | ۲٫۲             |                                                                                                 | کوتو-کو، توکیو     |
| R03   | Kokusai-Tenjijō | 国際展示場     | ۱٫۳             | ۳٫۵             | خط یوریکامومه (Ariake: U-12)                                                                    | کوتو-کو، توکیو     |
| R04   | توکیو تله‌پورت   | 東京テレポート | ۱٫۴             | ۴٫۹             | Yurikamome (Odaiba-Kaihinkōen: U-06, Aomi: U-10)                                                | کوتو-کو، توکیو     |
| R05   | تننوزو ایسله    | 天王洲アイル   | ۲٫۹             | ۷٫۸             | MO Tokyo Monorail                                                                               | شیناگاوا-کو، توکیو |
| R06   | شیناگاوا سی‌ساید | 品川シーサイド | ۱٫۱             | ۸٫۹             |                                                                                                 | شیناگاوا-کو، توکیو |
| R07   | اوئیماچی        | 大井町         | ۱٫۶             | ۱۰٫۵            | - JK خط که‌ایهین-توهوکو - OM خط توکیو اوئیماچی                                                   | شیناگاوا-کو، توکیو |
| R08   | اوساکی          | 大崎           | ۱٫۷             | ۱۲٫۲            | - JA خط سایکیو (از طریق Ōmiya به Kawagoe در خط کاواگوئه) - JY خط یامانوته - JS خط شونان-شینجوکو | شیناگاوا-کو، توکیو |

## نگارخانه

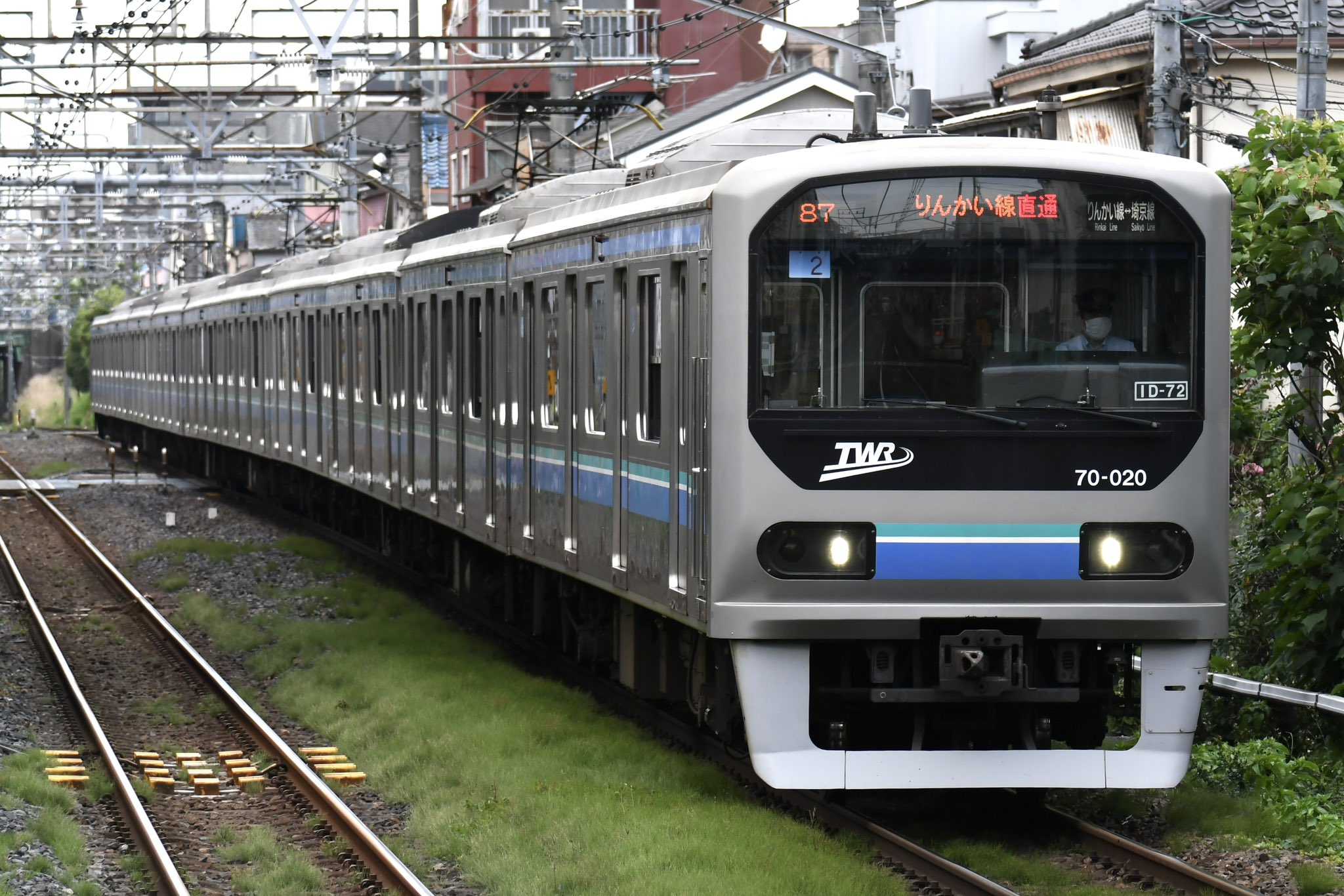
TWR 70-000 series EMU
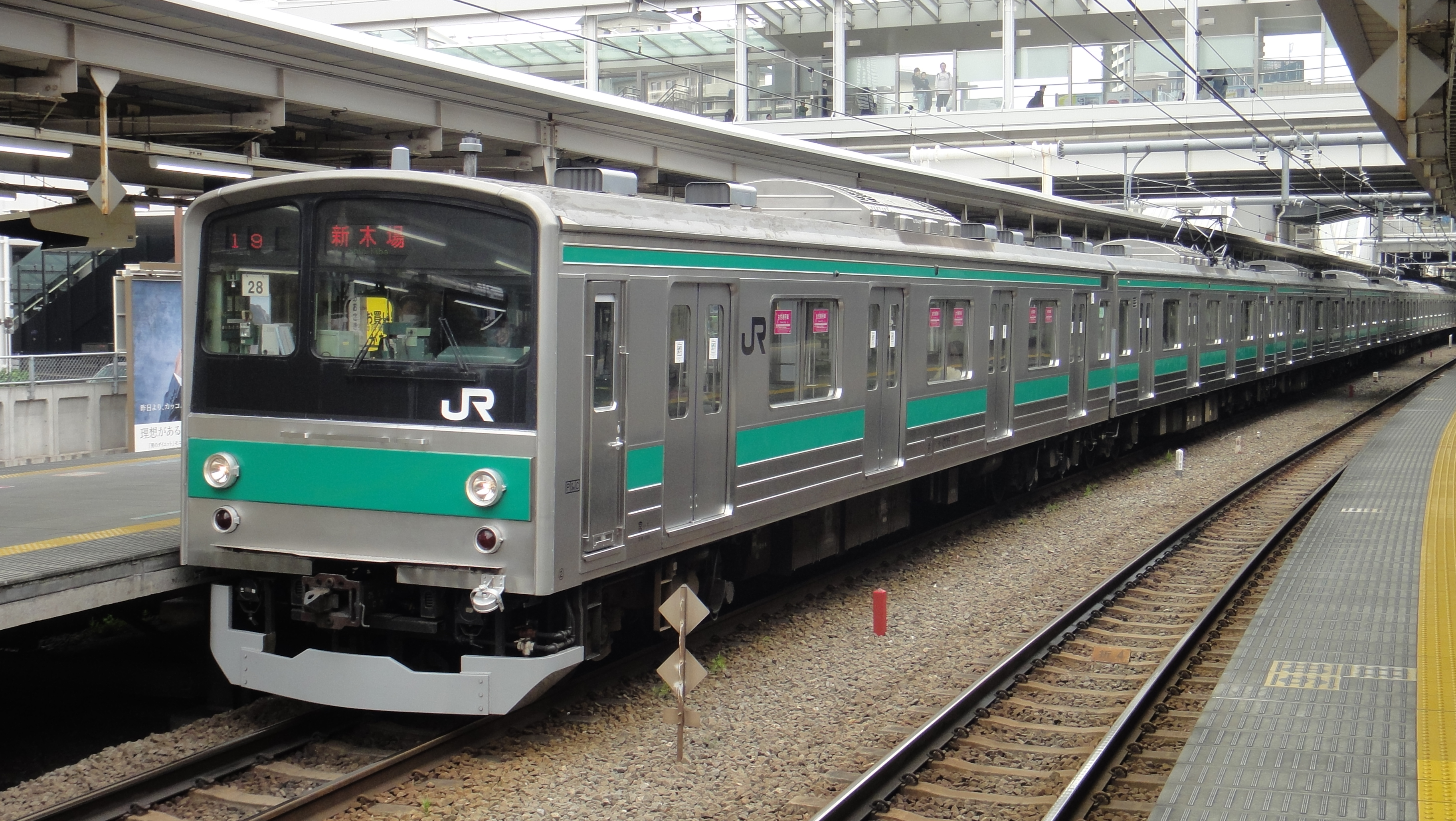
A JR East 205 series EMU on the Rinkai Line, April 2015
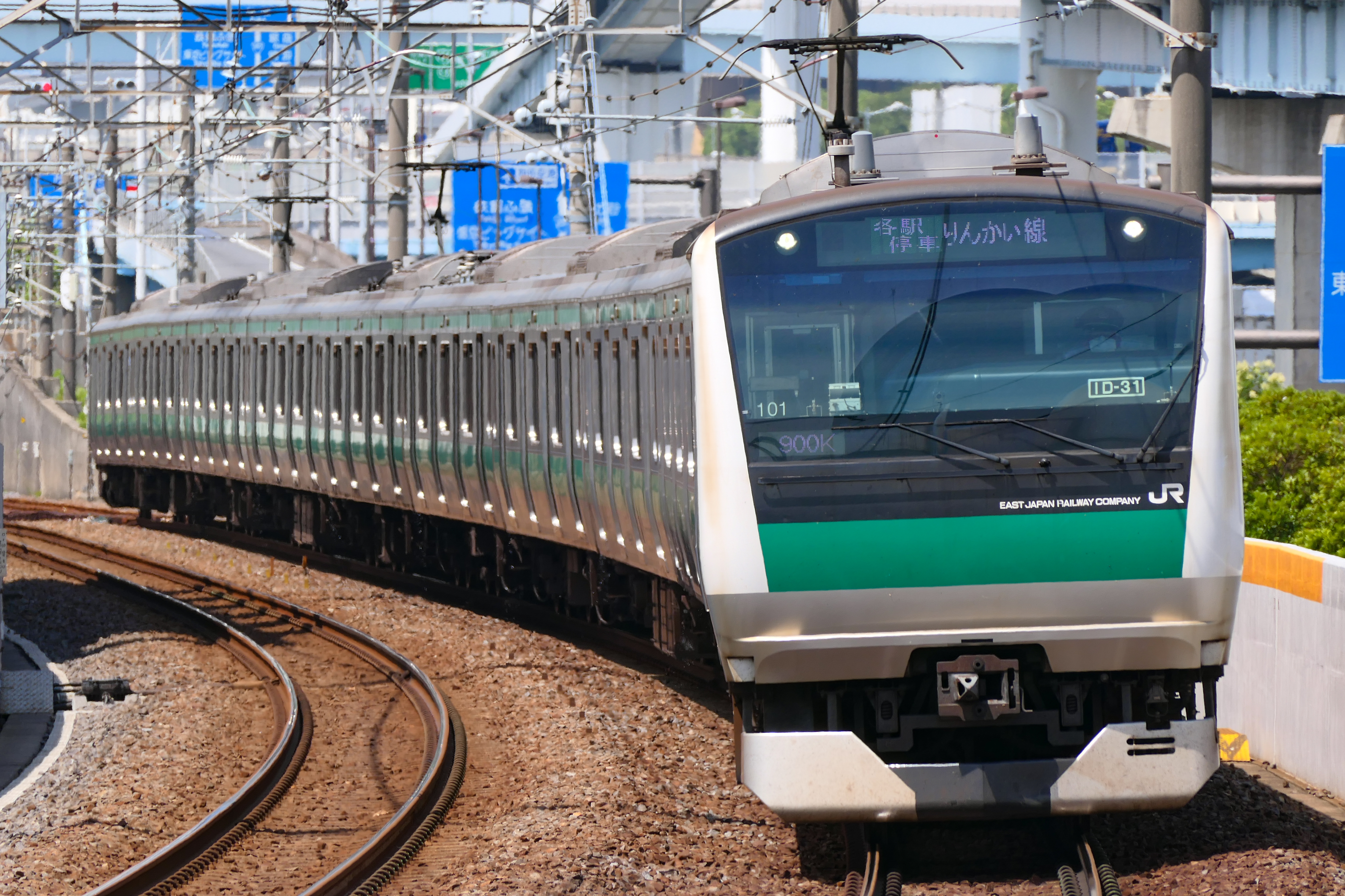
A JR East E233-7000 series EMU
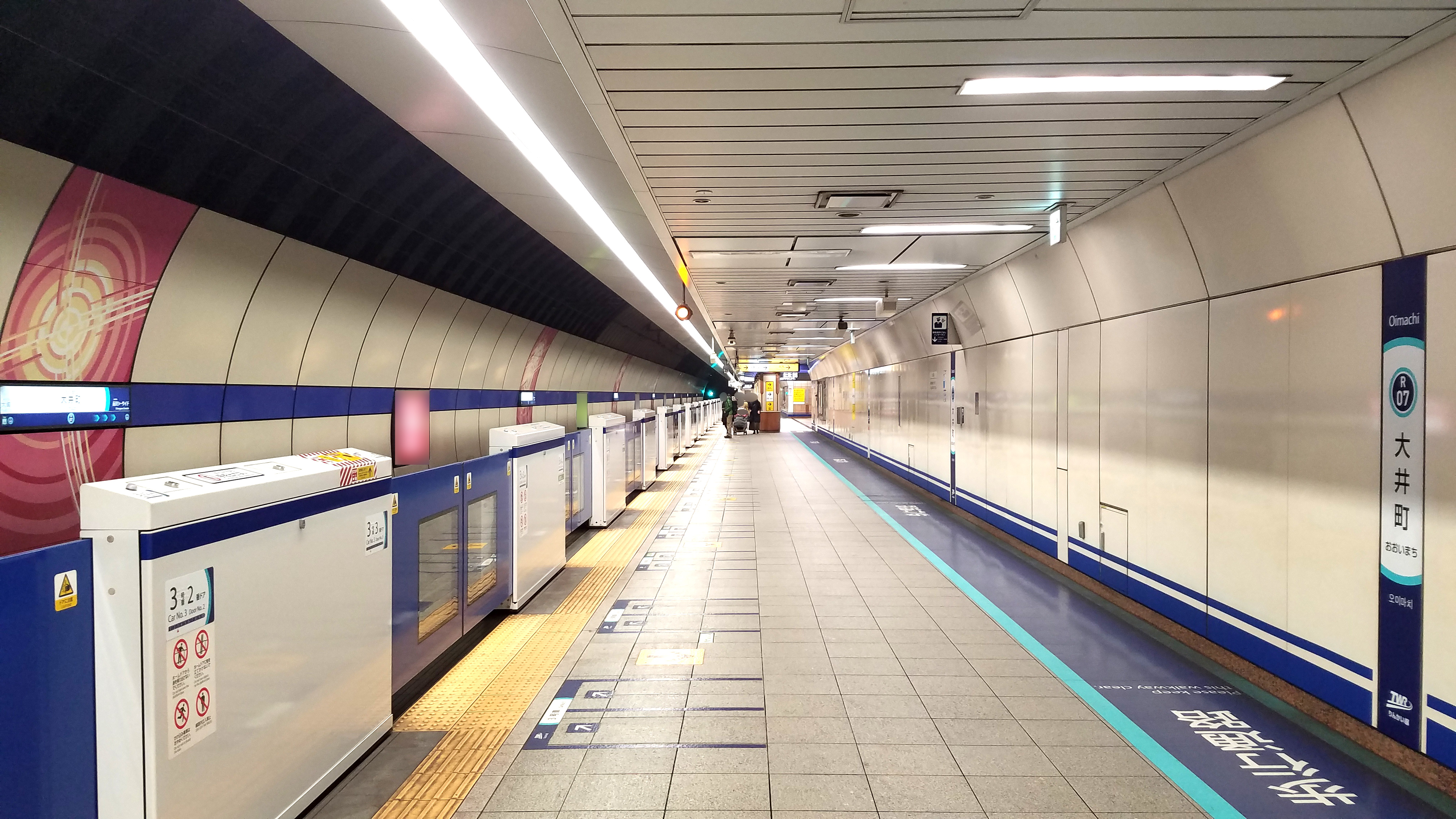
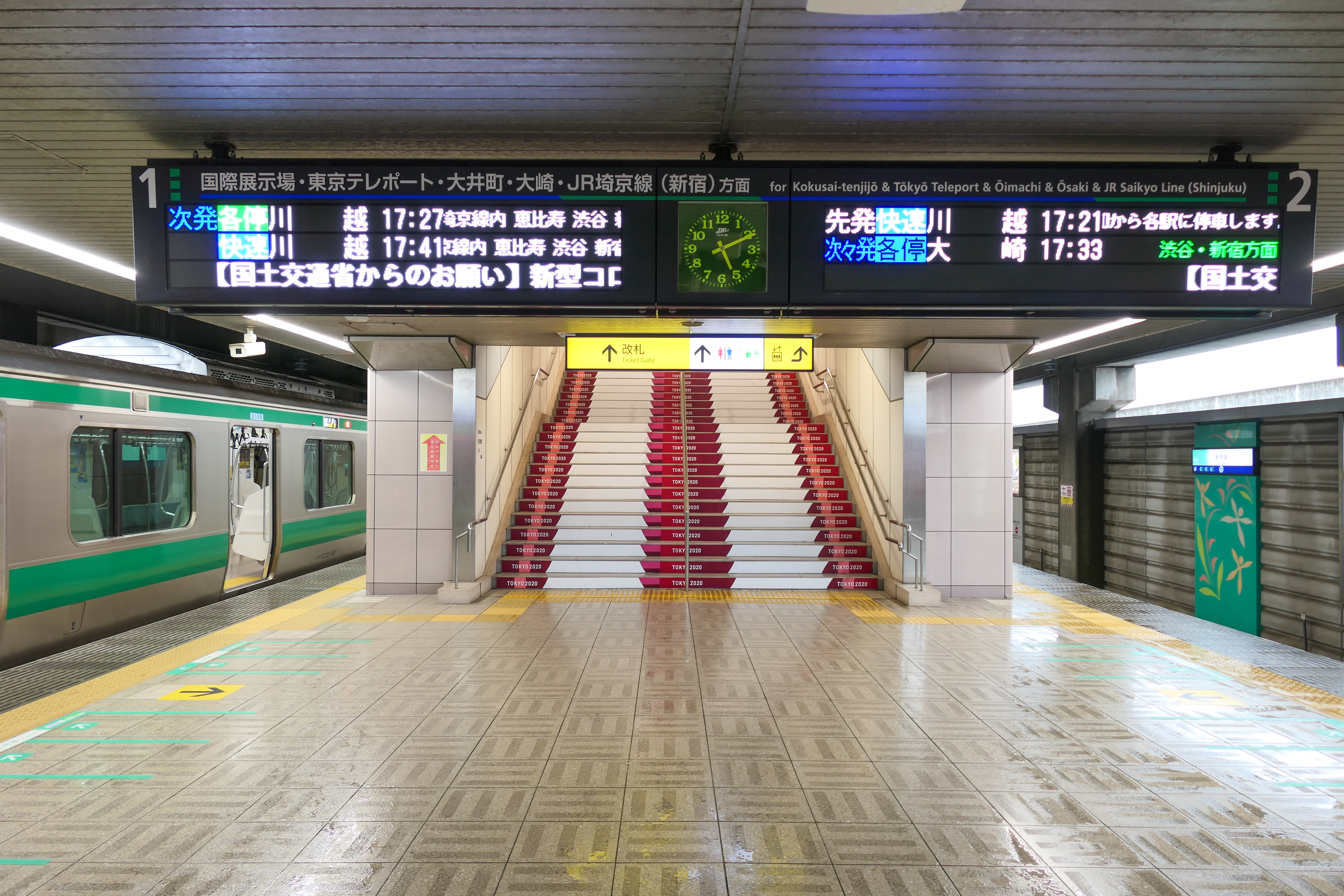
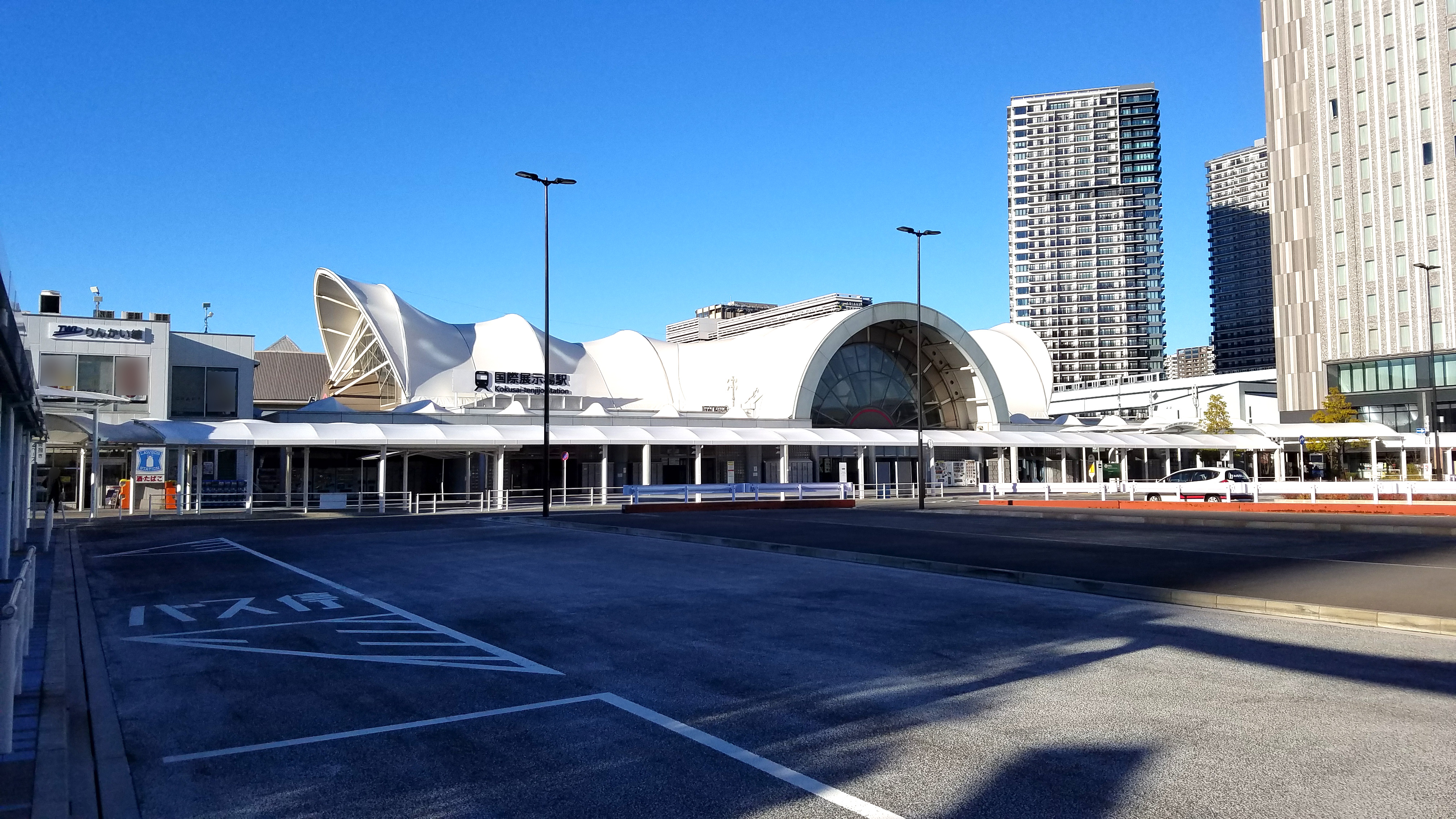
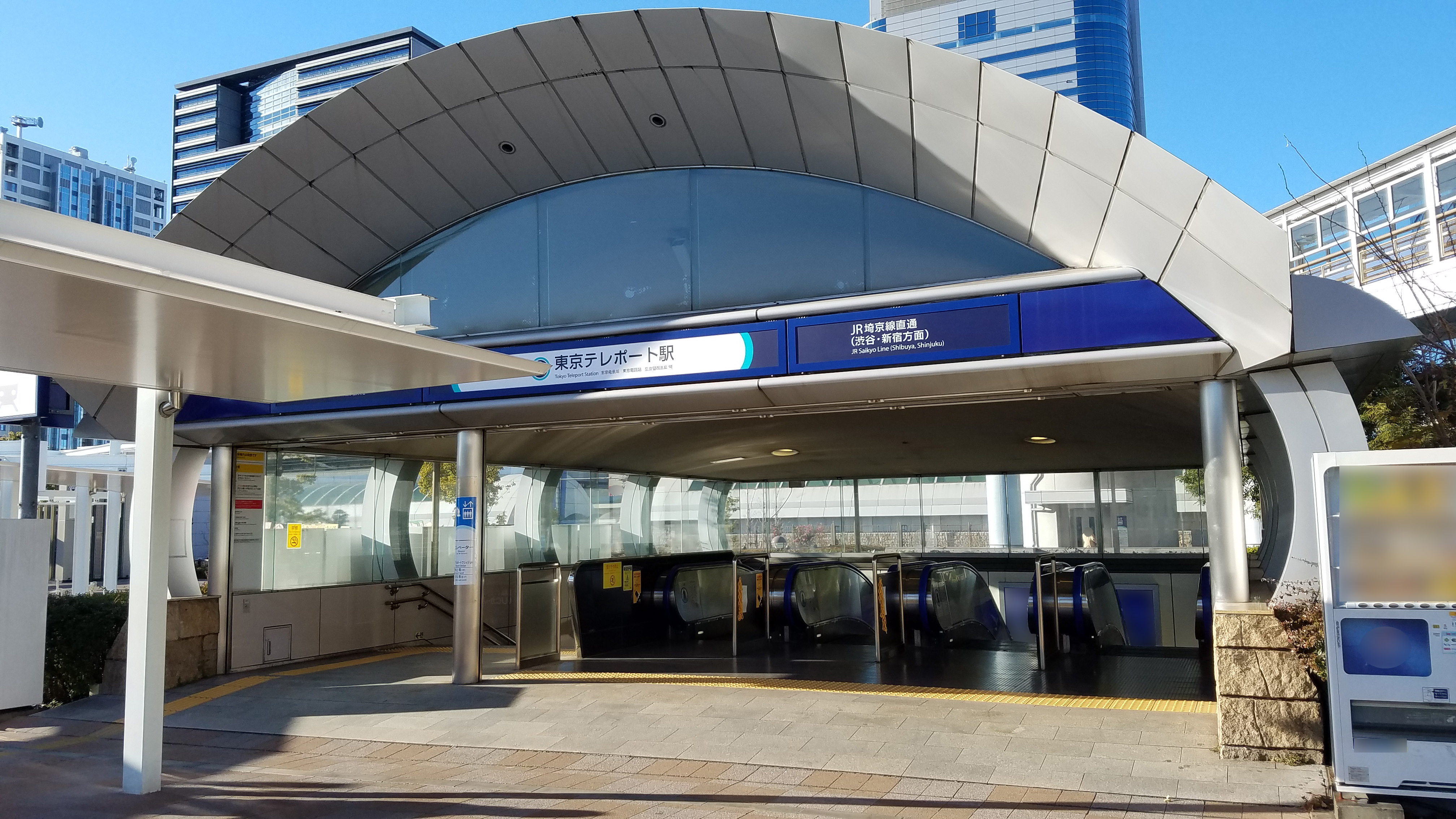
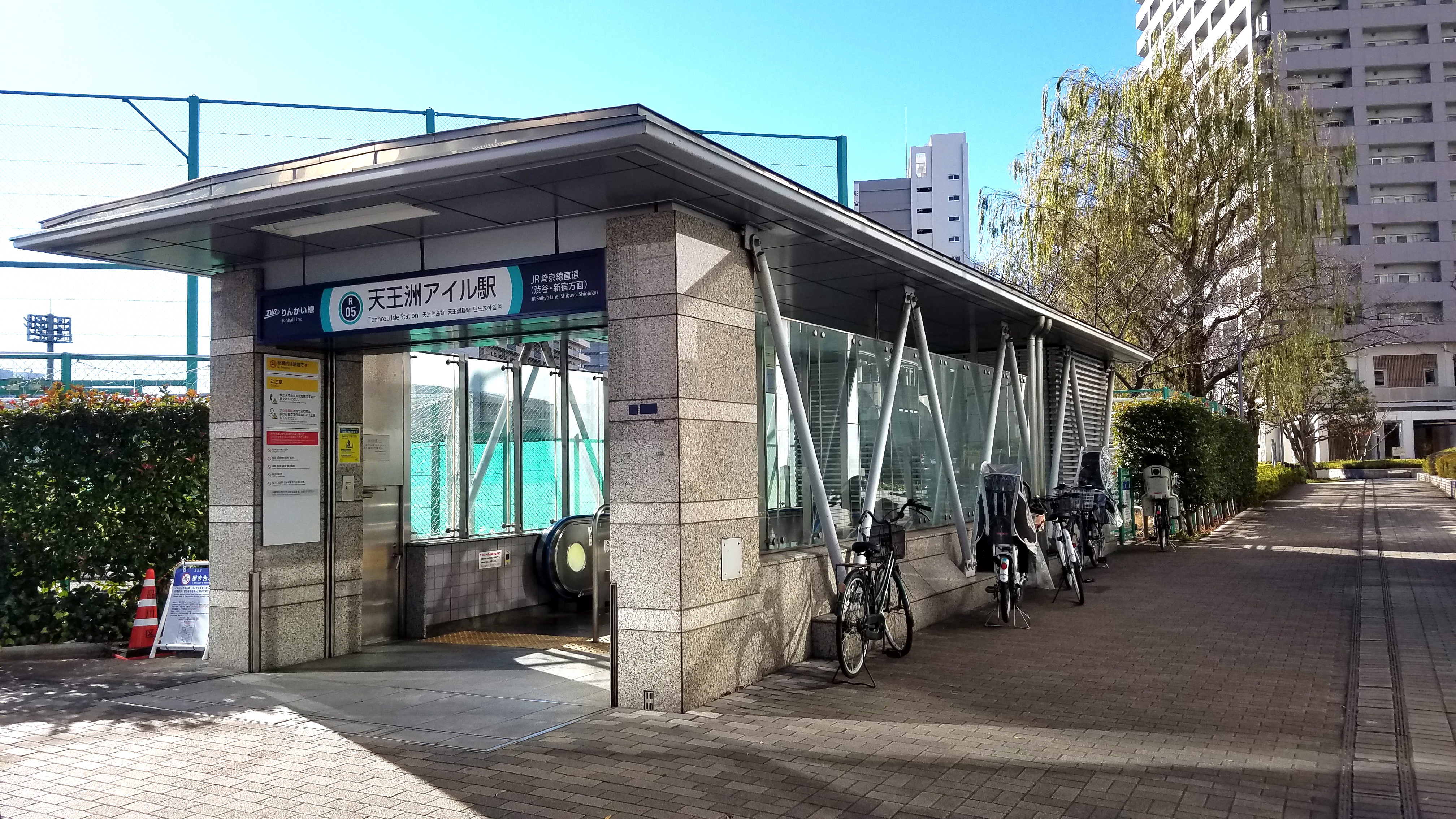
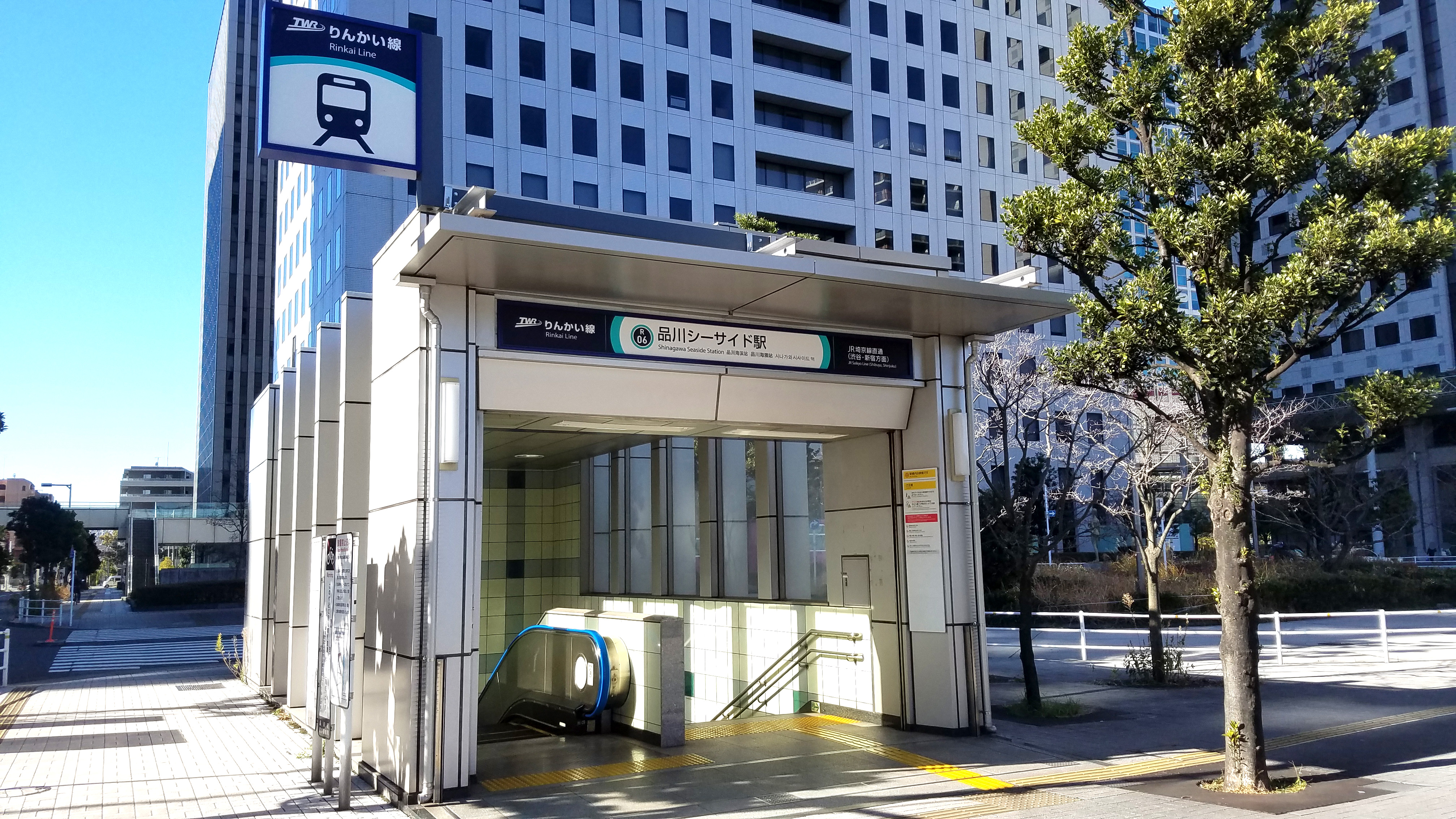